# Stardust Motel
"Stardust Motel" - третий мини-альбом Джиджи Роу в формате extended play. Он был выпущен 27 октября 2017 года дистрибьютором AWAL.

## Предыстория
На название мини-альбома ее вдохновила ретро-вывеска мотеля Stardust, которую она увидела во время поездки из Майами в Нью-Йорк. Она использовала это название, потому что чувствовала, что "связана" с этим сайтом.
В интервью, данном в январе 2018 года, она рассказала о том, как проходил процесс работы над EP:
"Было здорово работать с моим продюсером ill Factor в студии в Майами. Чувствовалась определенная легкость, и песни просто текли рекой".

## Синглы
Единственным синглом с мини-альбома является "Got That", который также был выпущен для саундтрека к танцевальной видеоигре Ubisoft "Just Dance 2018". Релиз состоялся 15 сентября 2017 года.

## Треклист
Слова и музыка всех песен — ill Factor.
| №                   | Название             | Автор(ы)                                   | Длительность |
| ------------------- | -------------------- | ------------------------------------------ | ------------ |
| 1.                  | «Got That»           | ill Factor, Лаура Уоршауэр, Иван Коррализа | 3:30         |
| 2.                  | «Eyes off You»       | Варшауэр, Коррализа                        | 3:13         |
| 3.                  | «Bright Lights Baby» | Варшауэр, Коррализа                        | 3:43         |
| 4.                  | «Saturday Night»     | Варшауэр, Коррализа                        | 3:32         |
| Общая длительность: | Общая длительность:  | Общая длительность:                        | 14:00        |

## Кредиты
- Джиджи Роу - главная исполнительница, вокал, автор песен
- ill Factor - продюсер, автор песен

## Мелочи
- "Stardust Motel" - первый альбом Джиджи Роу, на обложке которого она не изображена.
- Все песни на мини-альбоме изданы совместно с Pink Chariot Music.
- Позже название "Stardust Motel" упоминается в детской книге Роу "Желания Джиджи Роу".